# Crocs
Crocs Inc.  je americká obuvnická firma vyrábějící od roku 2002 charakteristický typ plastové obuvi ve tvaru dřeváků, tzv. „kroksů“. Tato produktová řada se stala populární a je charakteristická tím, že je trvale módním výstřelkem (anglicky fad) s velkou základnou fanoušků i odpůrců. Tržby společnosti v roce 2020 dosáhly výše přibližně 1,4 miliardy dolarů.

## Historie a výrobní program
Společnost založil George B. Boedecker Jr. Svůj produkt – typický typ plastové obuvi – zakoupila od kanadské firmy. Kroksy byly původně vyvinuty jako lázeňská obuv, první model Crocs Beach byl uveden v listopadu 2002 na lodní výstavě ve Fort Lauderdale, kde se prodalo všech 200 vyrobených kusů. Rekordních prodejů společnost dosáhla v roce 2020 po vypuknutí pandemie covidu-19.
Boty jsou vyráběny v široké paletě barev a stylů, která závisí na vyrobeném typu. Typy Beach a Cayman jsou dostupné ve více než 20 barvách, většina z ostatních modelů je vyráběna ve čtyřech až šesti barvách nebo barevných kombinacích. Jsou obvykle vyráběny v Číně, ale také se vyrábí na Floridě, v Mexiku, Rumunsku, Itálii, Brazílii, Bosně a Hercegovině a v Kanadě. Při prezentaci svých produktů společnost spolupracovala s řadou populárních umělců (Post Malone, Justin Bieber, Bad Bunny), firem (KFC) nebo sociálních médií (sociální síť TikTok).
Firma také prodává další módní doplňky, vydala řadu peněženek, které jsou také vyráběny v mnoha barvách. V minulosti vstoupila i na trh s golfovou obuví, když zakoupila výrobce golfové obuvi s názvem Bite Footware a představila golfové boty stylu croc s názvem Crocs Ace.
Společnost Crocs je od roku 2006 hlavním sponzorem soutěže Asociace volejbalových profesionálů (AVP).